# Record d'Europe du 5 000 mètres
Pour un article plus général, voir Records d'Europe d'athlétisme.
Les records d'Europe du 5 000 mètres sont actuellement détenus par l'espagnol Mohamed Katir, auteur de 12 min 45 s 01 le 21 juillet 2023 lors du meeting Herculis de Monaco, et par la Néerlandaise Sifan Hassan, créditée de 14 min 22 s 12 le 21 juillet 2019 à Londres.
Le premier record d'Europe du 5 000 m homologué par l'Association européenne d'athlétisme est celui du Finlandais Hannes Kolehmainen qui établit le temps de 14 min 36 s 6 le 10 juillet 1912 lors des Jeux olympiques de Stockholm. En 1942, le Suédois Gunder Hägg devient le premier athlète européen à parcourir la distance en moins de quatorze minutes (13 min 58 s 2), et en 1981, l'est-Allemand Hansjörg Kunze devient, grâce à sa performance de 13 min 40 s 40, le premier détenteur du record d'Europe de la discipline mesuré à l'aide du chronométrage électronique. En 1997, l'Allemand Dieter Baumann devient le premier européen sous les treize minutes en établissant le temps de 12 min 54 s 70.

## Progression du record d'Europe

### Hommes
28 records d'Europe masculins ont été homologués par l'AEA.
| Temps                      | Athlète              | Lieu      | Date              |
| -------------------------- | -------------------- | --------- | ----------------- |
| Chronométrage manuel       |                      |           |                   |
| 14 min 36 s 6              | Hannes Kolehmainen   | Stockholm | 10 juillet 1912   |
| 14 min 35 s 4              | Paavo Nurmi          | Stockholm | 12 septembre 1922 |
| 14 min 28 s 2              | Paavo Nurmi          | Helsinki  | 19 juin 1924      |
| 14 min 17 s 0              | Lauri Lehtinen       | Helsinki  | 19 juin 1932      |
| 14 min 08 s 8              | Taisto Mäki          | Helsinki  | 16 juin 1939      |
| 13 min 58 s 2              | Gunder Hägg          | Göteborg  | 20 septembre 1942 |
| 13 min 57 s 2              | Emil Zátopek         | Paris     | 30 mai 1954       |
| 13 min 56 s 6              | Vladimir Kuts        | Berne     | 29 août 1954      |
| 13 min 51 s 6              | Christopher Chataway | Londres   | 13 octobre 1954   |
| 13 min 51 s 2              | Vladimir Kuts        | Prague    | 23 octobre 1954   |
| 13 min 50 s 8              | Sándor Iharos        | Budapest  | 10 septembre 1955 |
| 13 min 46 s 8              | Vladimir Kuts        | Belgrade  | 18 septembre 1955 |
| 13 min 40 s 6              | Sándor Iharos        | Budapest  | 23 octobre 1955   |
| 13 min 36 s 8              | Gordon Pirie         | Bergen    | 19 juin 1956      |
| 13 min 35 s 0              | Vladimir Kuts        | Rome      | 13 octobre 1957   |
| 13 min 34 s 4              | Michel Jazy          | Lorient   | 6 juin 1965       |
| 13 min 29 s 0              | Michel Jazy          | Paris     | 11 juin 1965      |
| 13 min 27 s 6              | Michel Jazy          | Helsinki  | 30 juin 1965      |
| 13 min 24 s 8              | Harald Norpoth       | Cologne   | 7 septembre 1966  |
| 13 min 22 s 8              | Ian Stewart          | Édimbourg | 25 juillet 1970   |
| 13 min 22 s 2              | David Bedford        | Édimbourg | 12 juin 1971      |
| 13 min 17 s 2              | David Bedford        | Londres   | 14 juillet 1972   |
| 13 min 16 s 4              | Lasse Virén          | Helsinki  | 14 septembre 1972 |
| 13 min 13 s 0              | Emiel Puttemans      | Bruxelles | 20 septembre 1972 |
| Chronométrage électronique |                      |           |                   |
| 13 min 10 s 40             | Hansjörg Kunze       | Rieti     | 9 septembre 1981  |
| 13 min 00 s 41             | David Moorcroft      | Oslo      | 7 juillet 1982    |
| 12 min 54 s 70             | Dieter Baumann       | Zurich    | 13 août 1997      |
| 12 min 49 s 71             | Mohammed Mourhit     | Bruxelles | 26 août 2000      |
| 12 min 48 s 45             | Jakob Ingebrigtsen   | Florence  | 10 juin 2021      |
| 12 min 45 s 01             | Mohamed Katir        | Monaco    | 21 juillet 2023   |
| 12 min 44 s 27             | Andreas Almgren      | Stockholm | 15 juin 2025      |

### Femmes
12 records d'Europe féminins ont été homologués par l'AEA.
| Temps                      | Athlète            | Lieu      | Date               |
| -------------------------- | ------------------ | --------- | ------------------ |
| Chronométrage électronique |                    |           |                    |
| 15 min 14 s 51             | Paula Fudge        | Knarvik   | 13 septembre 1981  |
| 15 min 12 s 62             | Irina Bondarchuk   | Moscou    | 11 juin 1982       |
| 15 min 8 s 80              | Grete Waitz        | Oslo      | 26 juin 1982       |
| 14 min 58 s 89             | Ingrid Kristiansen | Oslo      | 28 juin 1984       |
| 14 min 48 s 07             | Zola Budd          | Londres   | 26 août 1985       |
| 14 min 37 s 33             | Ingrid Kristiansen | Stockholm | 5 août 1986        |
| 14 min 36 s 45             | Fernanda Ribeiro   | Hechtel   | 22 juillet 1995    |
| 14 min 31 s 48             | Gabriela Szabo     | Berlin    | 1er septembre 1998 |
| 14 min 29 s 32             | Olga Yegorova      | Berlin    | 31 août 2001       |
| 14 min 24 s 68             | Elvan Abeylegesse  | Bergen    | 11 juin 2004       |
| 14 min 23 s 75             | Liliya Shobukhova  | Kazan     | 19 juillet 2008    |
| 14 min 22 s 34             | Sifan Hassan       | Rabat     | 13 juillet 2018    |
| 14 min 22 s 12             | Sifan Hassan       | Londres   | 21 juillet 2019    |
| 14 min 13 s 42             | Sifan Hassan       | Londres   | 23 juillet 2023    |